# 苫小牧市緑ヶ丘公園
苫小牧市緑ヶ丘公園（とまこまいしみどりがおかこうえん）は、北海道苫小牧市にある公園。

## 概要
苫小牧市中心部からおよそ2 kmの距離に位置しており、園内には池やレストハウスなどのレクリエーション施設、陸上競技場、テニスコート、野球場、サッカー場、パークゴルフ場などの運動施設があり、高丘森林公園に隣接している。公園用地の一部は国有地の無償貸付を受けている。毎年5月に『緑ヶ丘公園まつり』を開催している。

## 沿革
- 1910年（明治43年）：苫小牧市が国有未開地売り払いにより用地取得。
- 1964年（昭和39年）：開設。
- 1967年（昭和42年）：ハイランドスケートセンター開設[10]。
- 1969年（昭和44年）：ハイランドスポーツハウス完成[11]。
- 1970年（昭和45年）：ハイランドスケートセンター屋内リンク完成（夏季は温水プールとして使用）[11][12]。
- 1972年（昭和47年）：市営野球場（オーロラ球場）完成[11]。
- 1974年（昭和49年）：『緑ヶ丘公園まつり』初開催。
- 1980年（昭和55年）：ハイランドスポーツセンターで『第35回国民体育大会』スケート競技会スピードスケート開催[13]。
- 1981年（昭和56年）：陸上競技場完成[14]。
- 1983年（昭和58年）：庭球場完成[15]。
- 1985年（昭和60年）：サイクリングターミナル完成（2000年に苫小牧市へ無償譲渡）[11]。
- 1986年（昭和61年）：市営第2野球場（緑ヶ丘球場）完成[16]。
- 1987年（昭和62年）：少年野球場完成[17]。
- 1988年（昭和63年）：サッカー場、ラグビー場完成[18][19]。
- 1989年（平成元年）：庭球場で『第44回国民体育大会』（はまなす国体）ソフトテニス競技開催[15][20]。
- 1995年（平成07年）：庭球場増設[15]。
- 1997年（平成09年）：サッカー場増設[18]。
- 1998年（平成10年）：緑ヶ丘公園展望台オープン。
- 2003年（平成15年）：オーロラ球場閉場。
- 2004年（平成16年）：オーロラ球場の代替施設として清水野球場開設[21]。
- 2005年（平成17年）：スケートボード場完成[22]。ハイランドスポーツセンター屋内スタンド完成[11]。
- 2006年（平成18年）：ハイランドスポーツセンターで『第61回国民体育大会』スケート競技会スピードスケート開催[23]。パークゴルフ場開設[24]。ハイランドスポーツセンター屋外リンク内側にローラースケート場開設[10]。
- 2010年（平成22年）：ハイランドスポーツセンター温水プール営業終了[25]。
- 2011年（平成23年）：ハイランドスポーツセンター屋内リンク廃止[11][26]。
- 2014年（平成26年）：ハイランドスポーツハウス営業終了[27]。
- 2015年（平成27年）：サイクリングターミナル営業終了[28]。陸上競技場改修。
- 2016年（平成28年）：野球場、庭球場改修[29][30]。
- 2017年（平成29年）：サッカー場人工芝化[18]。

## 施設

### スポーツ施設
苫小牧市ハイランドスポーツセンター
陸上競技場（ヤクルト緑ケ丘陸上競技場）
庭球場
緑ヶ丘球場（とましんスタジアム）
少年野球場
- 開場期間（5月から10月）[17]
- グラウンド（両翼87 m、センター87 m）[17]
- 管理棟（管理室、本部席、役員室、放送室、審判員室、器具庫）[17]
- 収容人員500人（バックネット裏、内外野芝生）[17]

清水野球場
- 苫小牧市立総合病院（苫小牧市立病院）の移転新築に伴ってオーロラ球場が取り壊されることになり、代替球場として市が王子製紙の球場（王子球場）を借用する形で2004年（平成16年）から公園施設として使用している[31]。野球場は王子製紙の福利厚生施設として1996年（平成8年）に完成。かつては王子製紙苫小牧硬式野球部（2000年（平成12年）に王子製紙春日井硬式野球部へ統合）専用の練習球場であり、個別チームの練習や各種大会にも貸し出しを行っていた[31]。市へ借用する際に王子製紙が観客席、スコアボード設置、駐車場整備などの改修工事を行った[31]。
- 開場期間（4月から10月）[21]
- グラウンド（両翼95 m、センター120 m）[21]
- 管理棟（管理室、本部席、役員室、放送室、審判員室、器具庫）[21]
- 収容人員1,000人（バックネット裏、内外野芝生）[21]

サッカー場・ラグビー場（TOMASEIフットボールフィールド）
- 『道南ブロックリーグ』、『知事杯全道サッカー選手権大会』などに使用されている[32][33][34]。
- 産業廃棄物処理などを事業とする市内の企業「TOMASEIホールディングス株式会社」と命名権契約を締結、2024年（令和6年）7月1日より「TOMASEIフットボールフィールド」の名称を利用している。期間は2029年（令和11年）3月31日までの4年9か月。[35][36]
- 開場期間：5月から10月[18][19]
- サッカー場2面（人工芝）[18]
  - もともと天然芝のサッカー場1面があったものを人工芝化するとともに、敷地の拡張により2面に拡大した[37][38]。1面目が2018年（平成30年）1月31日に、2面目が同年12月13日に完成した[39]。
- ラグビー場[19]
- スコアボード、旗掲揚ポール1本、管理棟（管理人室・更衣室・シャワー室・会議室・役員室・便所・器具庫）[18]

その他
- スケートボード場
- パークゴルフ場
- 緊急用ヘリポート

### スポーツ施設の画像集

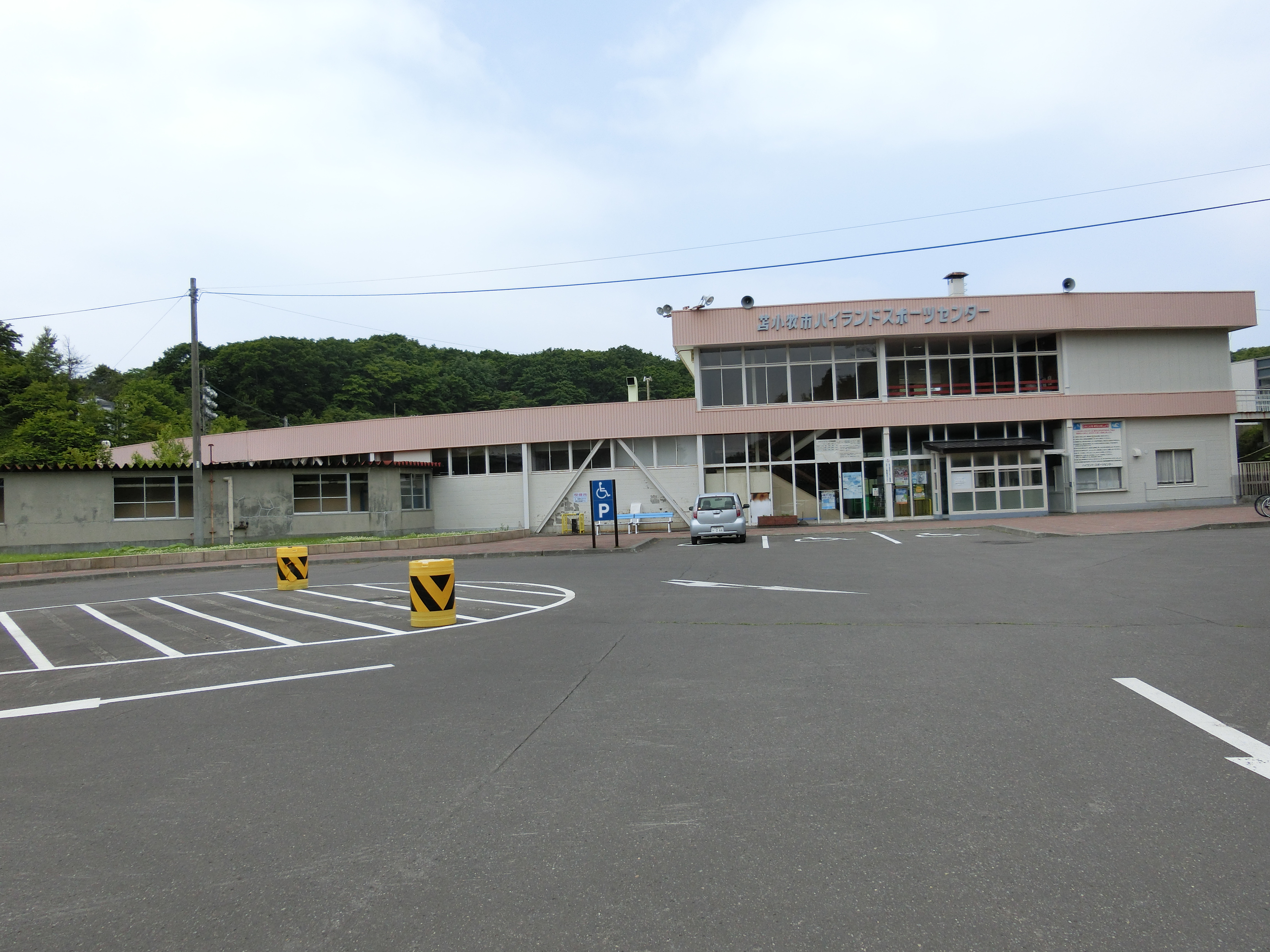
苫小牧市ハイランドスポーツセンター（2017年7月）
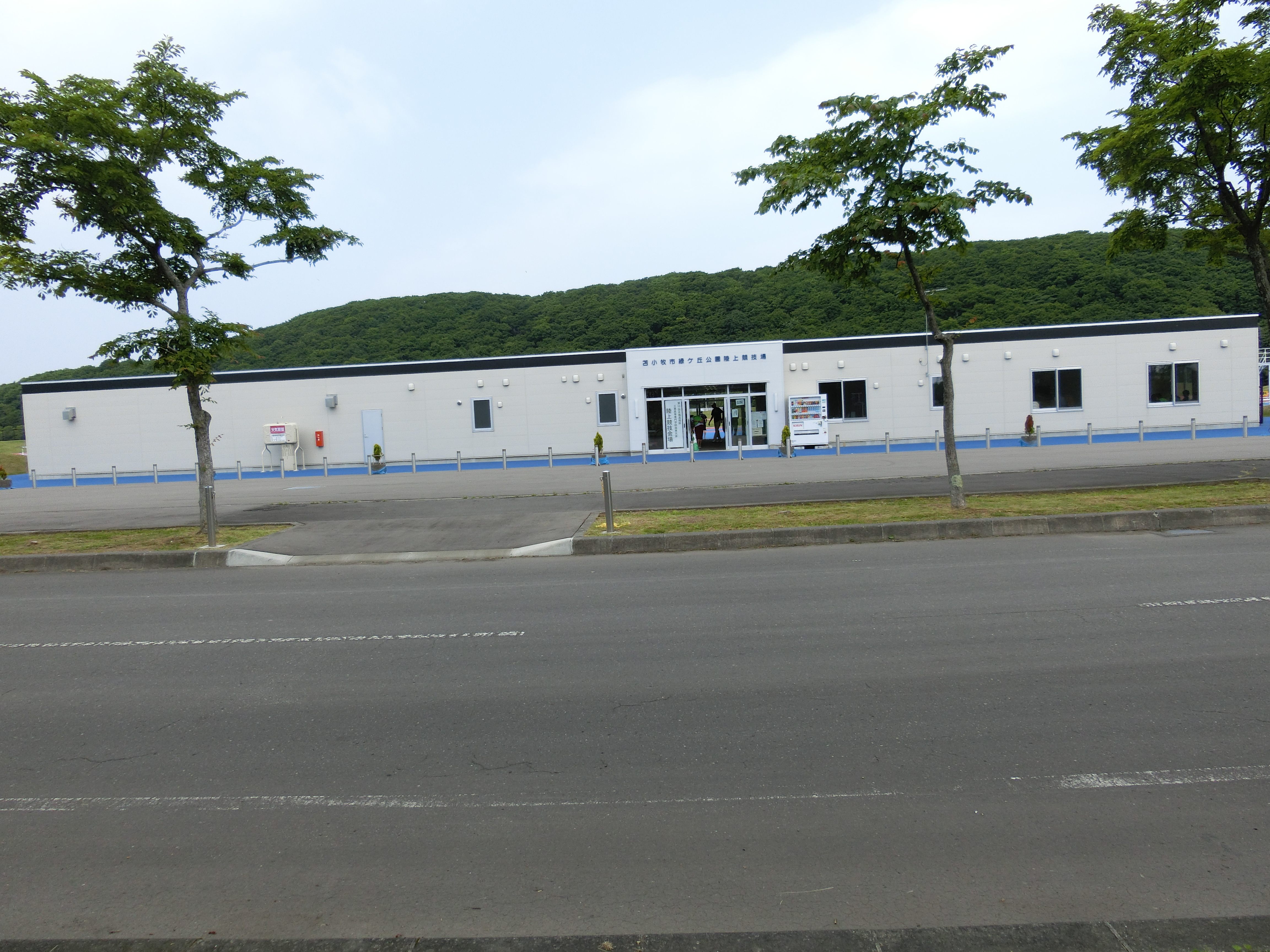
陸上競技場センターハウス（2017年7月）
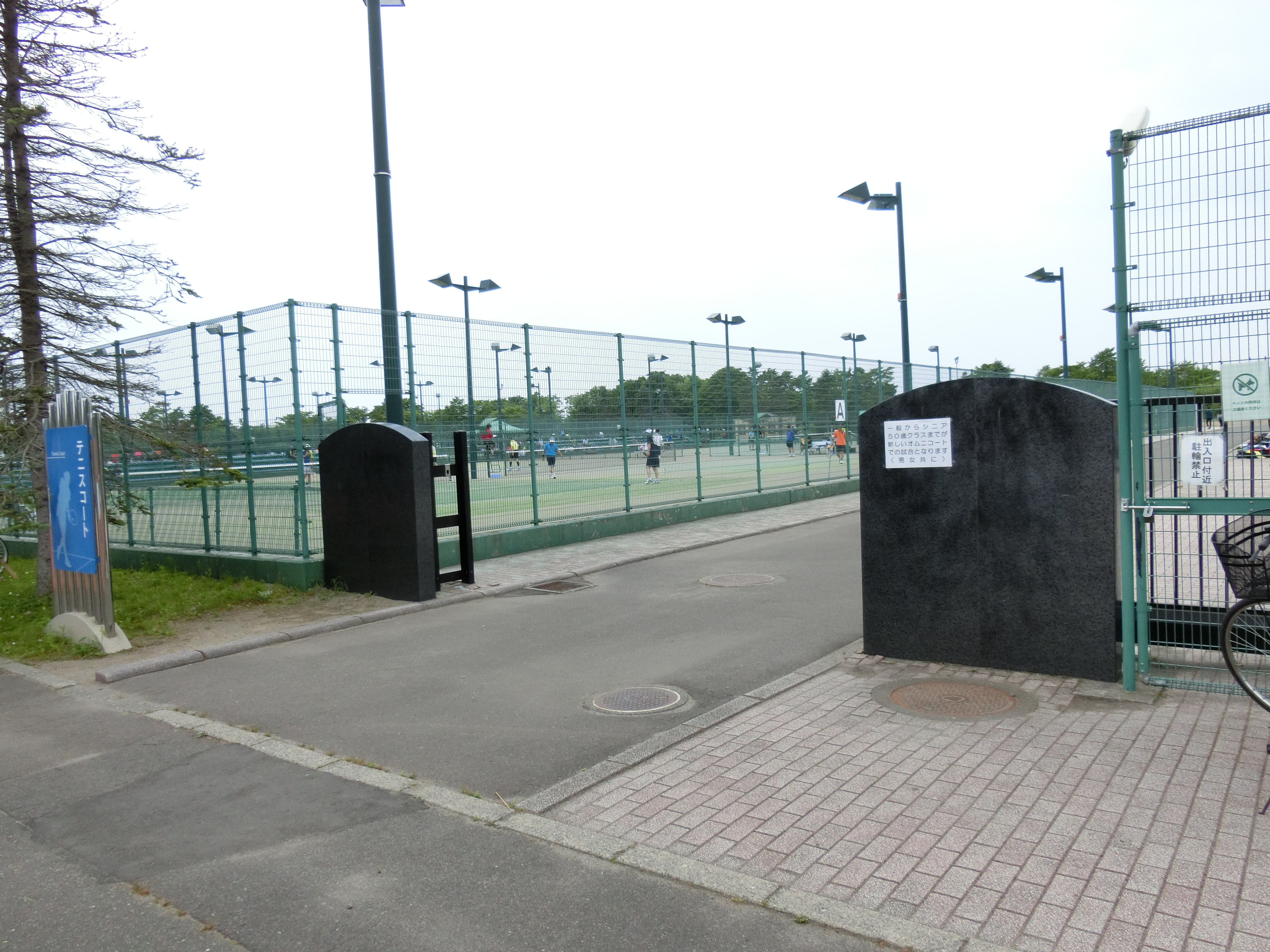
庭球場（2017年7月）
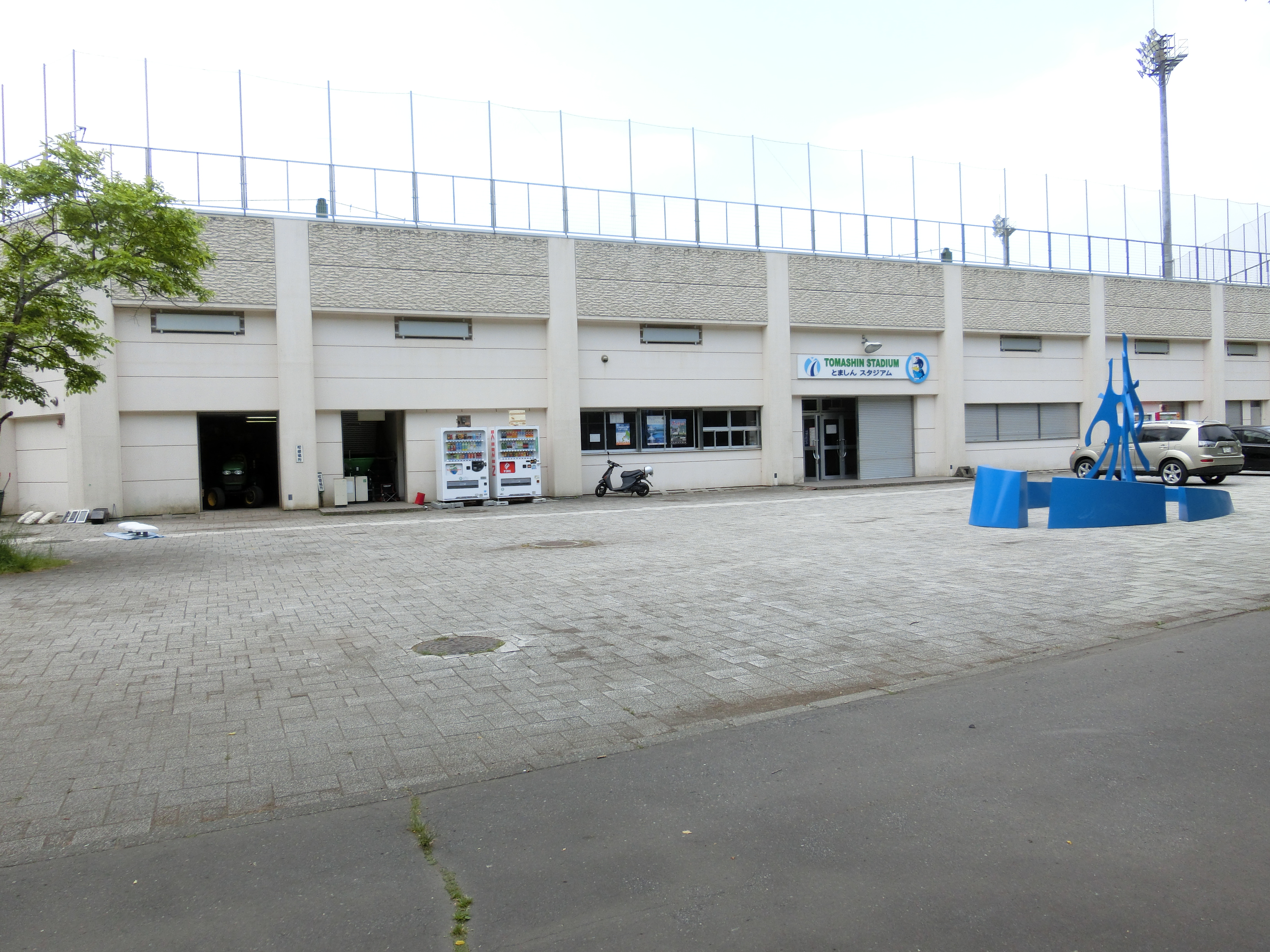
緑ヶ丘球場（とましんスタジアム）（2017年7月）
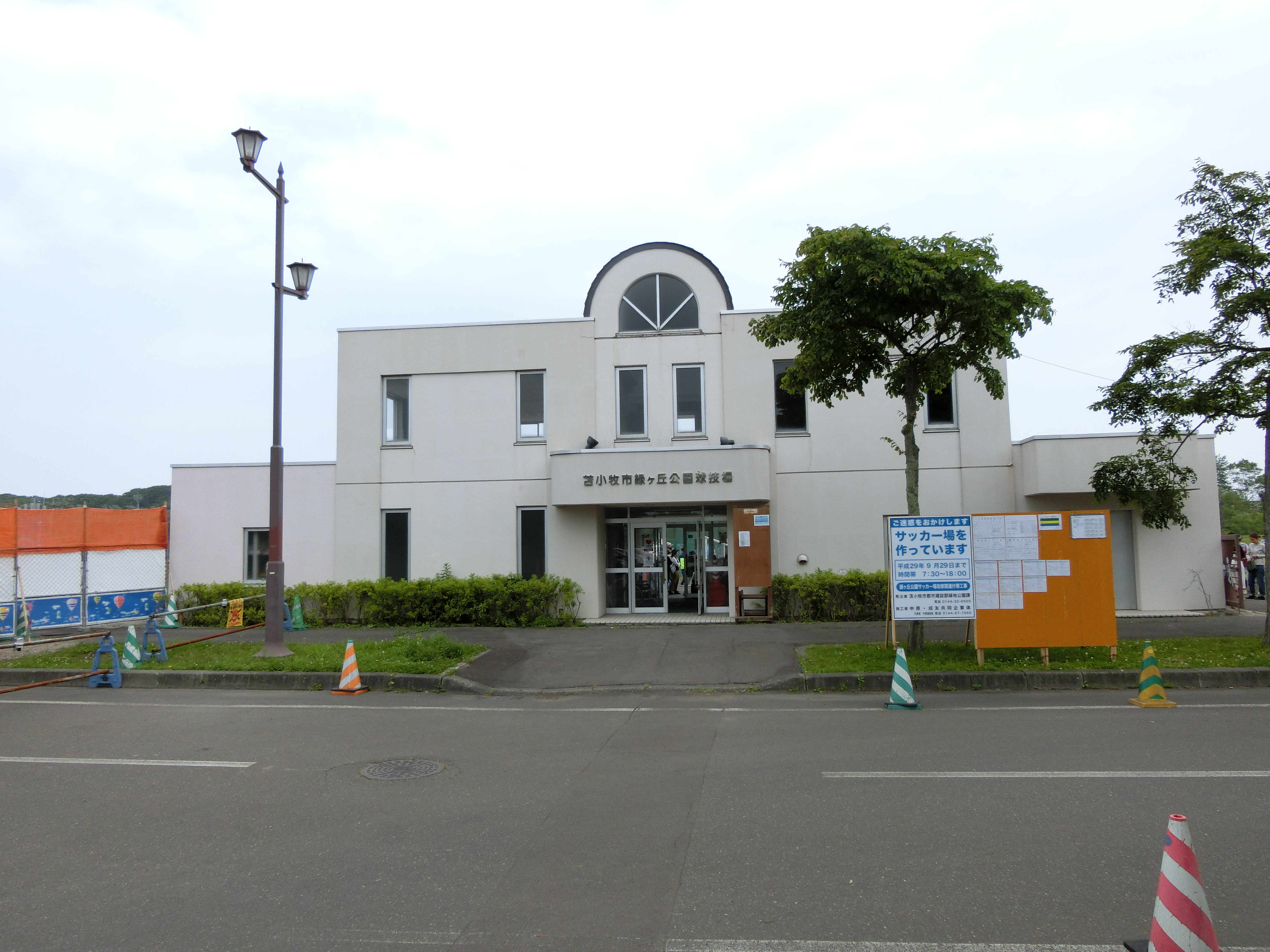
球技場管理棟（2017年7月）

### レクリエーション施設
金太郎の池
- 森林浴や自然観察ができる高丘森林公園の一部になっている[40][41]。ボート乗り場（有料）があり、レストハウス（バーベキュー・コーナー）は約140人が利用可能になっている[42]。

緑ヶ丘公園展望台
- 1998年（平成10年）8月6日[43]、苫小牧市制50周年を記念して建設[44]。
- 所在地：苫小牧市字高丘41[44]
- 建築面積：502.104 m²[44]
- 構造：鉄骨造・一部鉄筋コンクリート造[44]
- 高さ：29.6 m[44]
- 展望室高さ：21.1 m（海抜56 m）[44]
- 総工費：約5億6000万円[43]